# 副智螳属
副智螳属（学名：Paratithrone）是棘眼螳科的一属。

## 下属物种
本属包括以下物种：
- Paratithrone royi Lombardo, 1995